# 胡伯斯多夫

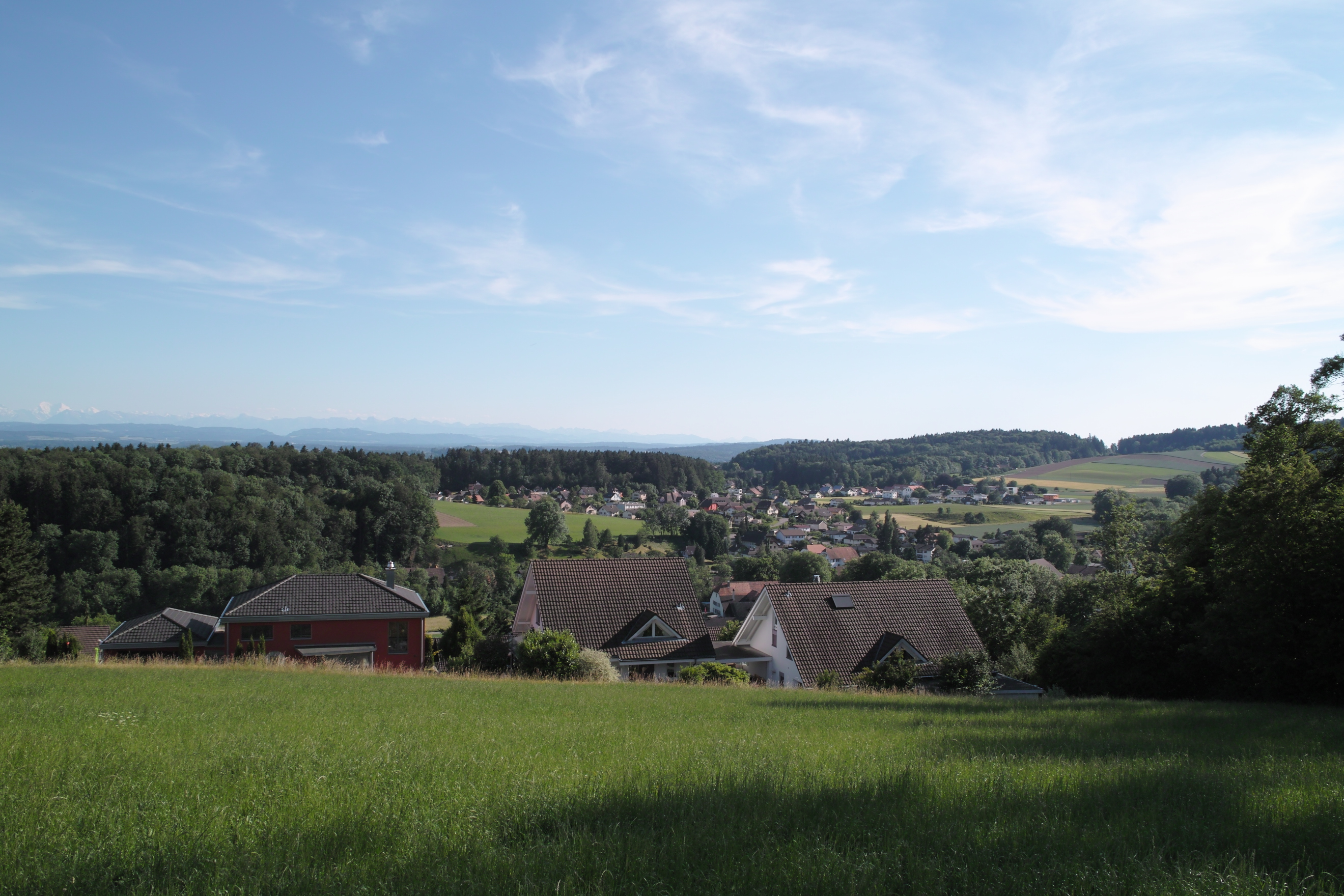

胡伯斯多夫是瑞士的城鎮，位於該國北部，由索洛圖恩州負責管轄，面積1.36平方公里，海拔高度480米，2012年人口731，四成半人口信奉羅馬天主教，人口密度每平方公里538人。

## 外部連結
- Pictures and Panoramas of the community Hubersdorf at Panoramio.com